# Ugo Starace
Ugo Starace (Lecce, 1º settembre 1912 – Lecce, 8 luglio 1990) è stato un calciatore e allenatore di calcio italiano, di ruolo centrocampista.

## Caratteristiche tecniche
Era centrocampista.

## Carriera
Ha giocato con Bari, Foggia, Salernitana (nella stagione 1936-1937 con 23 presenze ed un gol segnato contro il lecce alla 12ª giornata), Nissena, Taranto, Macerata, Casertana e Lecce negli anni Trenta e Quaranta. Come allenatore il suo nome è legato soprattutto alla Nuorese, squadra che ha guidato per circa 10 anni a cavallo tra gli anni '50 e '60.

## Palmarès

### Giocatore
- Serie C: 1

Maceratese: 1939-1940
- Prima Divisione: 1

Foggia: 1932-1933

### Allenatore

#### Competizioni regionali
- Promozione: 1

Toma Maglie: 1949-1950
- Prima Divisione: 1

Maceratese: 1955-1956
- Prima Categoria: 1

Toma Maglie: 1960

#### Competizioni nazionali
- IV Serie: 1

Lecce: 1957-1958